# Кочергинцы
 Кочергинцы — деревня в Кировской области. Входит в состав муниципального образования «Город Киров»

## География
Расположена на расстоянии примерно 9 км по прямой на юго-запад от железнодорожного вокзала станции Киров.

## История
Известна с 1662 года как починок Коземки Князева с 1 двором, в 1764 (починок Никиты Князева) 19 жителей, в 1802 году (Князевская тож и Гулевская) 9 дворов. В 1873 году здесь (Игулинская или Кочергинцы, Кочергино) дворов 13 и жителей 128, в 1905 (Князевская или Гулинская, Кочергинцы) 11 и 62, в 1926 (Кочергинцы или Князевская, Гулинская) 14 и 92, в 1950 13 и 54, в 1989 уже не было учтено постоянных жителей. Настоящее название утвердилось с 1950 года. Административно подчиняется Ленинскому району города Киров.

## Население
Постоянное население составляло 3 человека (русские 100%) в 2002 году, 8 в 2010.